# Je sais où je vais
Pour plus de détails, voir Fiche technique et Distribution.
Je sais où je vais (I Know Where I'm Going!) est un film britannique réalisé par Michael Powell et Emeric Pressburger, sorti en 1945. Il a pour interprètes principaux Wendy Hiller et Roger Livesey.

## Synopsis
Joan Webster, jeune femme matérialiste habituée depuis son enfance à obtenir ce qu’elle veut, annonce à son père banquier qu'elle part épouser Sir Robert Gellinger, un industriel plus âgé ayant fait fortune dans les produits chimiques. Elle doit le rejoindre sur l'île de Kiloran, située dans les Hébrides, en Écosse.
Le soir de son arrivée à Port Erraigh, sur l'île de Mull, dernière étape avant d'embarquer pour Kiloran, le brouillard empêche toute traversée. Un officier de marine en permission, Torquil Mac Neil, devant se rendre également à Kiloran, lui indique un hébergement dans le hameau proche. Joan refuse tout d'abord, espérant l'arrivée du bateau, puis, se rendant à l'évidence, elle rejoint Torquil qui lui présente ses amis: Catriona, jeune femme vaillante dont le mari est mobilisé et un vieux colonel amateur de fauconnerie.
Le lendemain, le brouillard fait place à la tempête. Joan décide de s'installer dans l'hôtel du port. Torquil lui propose d'utiliser la radio du garde-côtes pour communiquer avec son futur époux qui l’incite à rejoindre le manoir d’amis proches. Là-bas, elle découvre qu’un autre invité, le lord de Kiloran n’est autre que Torquil, dont le charme ne la laisse pas insensible. Il l'accompagne à une fête donnée pour les noces de diamant (60 ans de mariage) d’un couple local au sein d’une communauté soudée et authentique. Torquil raconte à Joan plusieurs légendes, notamment celle de Corryvreckan, un maelstrom situé près de Kiloran dont les terribles remous provoquent l'effroi des marins.
La tempête semble perdre de sa vigueur et Joan, qui ne veut pas attendre un jour de plus, propose à un jeune marin peu expérimenté une grosse somme pour l'emmener à Kiloran malgré le danger. Torquil, découvrant grâce à Catriona que Joan l'aime mais le fuit, les rejoint et monte dans le bateau. Au milieu de la traversée, les vagues déferlantes noient le moteur. Le courant entraîne le bateau vers les remous de Corryvreckan. La valise de Joan avec sa robe de mariée est emportée par les vagues. Torquil et le marin parviennent à assécher le moteur qui repart, leur permettant de s'éloigner du maelström.
Le lendemain, le calme est revenu, et Torquil laisse Joan sur le quai pour se réfugier dans le manoir en ruine où Joan finit par le rejoindre, escortée par les joueurs de cornemuses qui auraient dû jouer pour le mariage sans amour auquel elle a fini par renoncer.

## Fiche technique
- Titre original : I Know Where I'm Going!
- Titre français: Je sais où je vais
- Réalisation : Michael Powell et Emeric Pressburger
- Scénario : Michael Powell et Emeric Pressburger
- Direction artistique : Alfred Junge
- Photographie : Erwin Hillier
- Son : C.C. Stevens
- Musique : Allan Gray
- Montage : John Seabourne
- Production : Michael Powell, Emeric Pressburger, assisté de George R. Busby
- Sociétés de production : The Archers, J. Arthur Rank Film Productions, Independent Producers
- Société de distribution : Eagle-Lion Distributors Limited
- Pays de production :  Royaume-Uni
- Langues originales : anglais, gaélique
- Format : noir et blanc — 35 mm — 1,37:1 — son mono (Western Electric)
- Genre : drame
- Durée : 91 minutes
- Dates de sortie :
  - Royaume-Uni : 8 novembre 1945 (première à Tobermory) ; 17 décembre 1945 (sortie nationale)
  - France : 27 février 1952

## Distribution
- Wendy Hiller : Joan Webster
- Roger Livesey : Torquil MacNeil
- Pamela Brown : Catriona
- Finlay Currie : Ruairidh Mhor
- George Carney : M. Webster
- Nancy Price : Mme Crozier
- Catherine Lacey : Mme Robinson
- Jean Cadell : Le receveur des postes
- John Laurie : John Campbell
- Petula Clark : Cheril
- Valentine Dyall : Mr. Robinson

## Production
L'idée du titre vient de Frankie, l'épouse de Michael Powell, lui rappelant les paroles d'une chanson irlandaise intitulée « I know where I'm going ! » :
« Je sais où je vais
Et je sais qui vient avec moi
Je sais celui que j'aime
Mais mon amour sait qui j'épouserai. »
Michael Powell : « Emeric me dit un jour : « J'ai toujours eu envie de faire un film sur une jeune fille qui veut aller dans une île. À la fin de son voyage, elle est si près qu'elle peut distinguer les gens sur l'île, mais une tempête l'empêche de débarquer, et quand la tempête est passée, elle n'a plus envie d'y aller, parce que sa vie a changé brusquement, comme cela arrive souvent aux jeunes filles. - Pourquoi a-t-elle envie d'aller dans cette île au début ? demandai-je, estimant la question raisonnable. - Faisons le film pour le savoir. »

## Autour du film
- Édité en DVD en 2006 par l'Institut Lumière à Lyon, avec, en bonus :
  - « Souvenirs de Michael », épisode 6, par Thelma Schoonmaker-Powell, 14 min
  - « Les Audaces d'un aventurier », par Bertrand Tavernier, 18 min
  - « Vision d'un marin », par Roland Jourdain, 8 min
  - Films personnels de Michael Powell lors de ses expéditions écossaises, 7 min.